# Del (دستور)

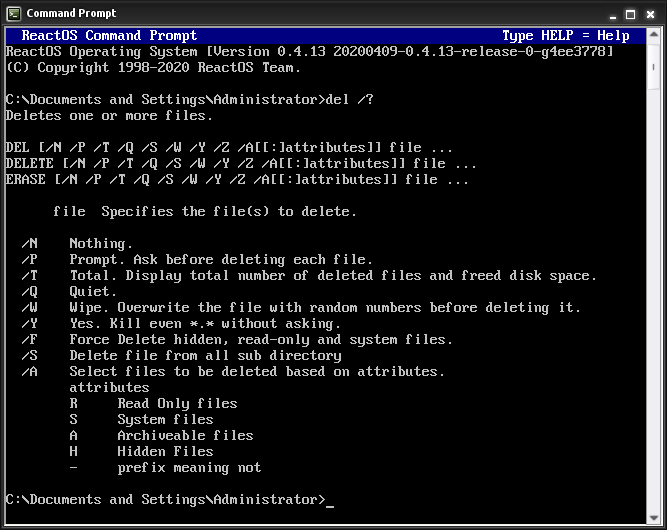
فرمت اجرای دستور DELETE در سیستم عامل DOS

del یکی از دستور های سیستم عامل داس و همچنین خط فرمان ویندوز است. نام این دستور مخفف Delete است.این دستور یک یا چند پوشه را حذف می کند و دستور مشابه آن دستور erase است. دستور معادل آن در یونیکس، rm است.

## عامل ها
این دستور در پیشانه ریکاوری ویندوز عامل های (به انگلیسی: parameters) متفاوتی نسبت به پیشانه ویندوز دارد:

### عوامل دستور در خط فرمان ویندوز
نحو این دستور به صورت زیر است:
```
del
 [/p] [/f] [/s] [/q] [/a[:]
<
attributes
>
] 
<
names>

erase
 [/p] [/f] [/s] [/q] [/a[:]
<
attributes
>
] 
<
names>

```

| عامل    | توضیح |
| ------- | --- |
| <names> | یک یا چند پرونده یا ریشه را مشخص می کند.برای حذف چند پرونده می توان از چمنویسه ها استفاده کرد. اگر یک نام ریشه تخصیص داده شود تمام پرونده های درون ریشه حذف خواهند شد. |
|         | |
|         | |

### مثال‌ها
```
Del
 Forgetmenotflower.jpg /F

```

متن بالا تصویری با نام Forgetmenotflower را که در چوشه فعلی قرار دارد حذف می‌کند؛ حتی اگر فایل از نوع فقط خواندنی باشد.